# St. Clair Shores
St. Clair Shores is een plaats (city) in de Amerikaanse staat Michigan, en valt bestuurlijk gezien onder Macomb County.

## Demografie
Bij de volkstelling in 2000 werd het aantal inwoners vastgesteld op 63.096.

## Geografie
Volgens het United States Census Bureau beslaat de plaats een oppervlakte van
36,9 km², waarvan 29,9 km² land en 7,0 km² water.

## Plaatsen in de nabije omgeving
De onderstaande figuur toont nabijgelegen plaatsen in een straal van 8 km rond St. Clair Shores.

## Geboren
- Mark Wells (1957-2024), ijshockeyspeler
- Don Harvey (31 mei 1960), acteur